# Palais de justice de Chiavari
Le palais de justice de Chiavari (en italien : Palazzo di Giustizia di Chiavari) est un bâtiment néogothique de la ville de Chiavari en Italie.

## Histoire
Le bâtiment, conçu par l'architecte Giuseppe Parini, est construit en 1886. Il est érigé à l'emplacement de l'ancienne citadelle remontant au XVe siècle, construite par la république de Gênes en tant que centre de pouvoir civil et militaire, et dont la tour crénelée de 1537 est encore visible aujourd'hui, intégrée au palais.
Le bâtiment sert de palais de justice jusqu'en 2013, date à laquelle il est désaffecté à la suite de l'achèvement d'un nouveau palais de justice, un bâtiment ultramoderne en verre et en béton conçu par l'architecte Giuseppe Canessa, situé à côté de la maison d'arrêt locale. Cependant, la nouvelle réforme des tribunaux initiée par le gouvernement central suspend ce déménagement en raison de la décision de supprimer le tribunal de Chiavari et de fusionner ses activités judiciaires avec celles du tribunal de Gênes.

## Description
Le palais se situe dans la centrale piazza Mazzini dans le centre-ville de Chiavari.
Il présente un style néogothique toscan. La division en trois étages du bâtiment est clairement visible dans la façade grâce à la présence de corniches marcapiano. La façade, symétrique, est ponctuée de biforas, sept par étage, et est surmontée de creneaux et d'une tour d'horloge.
En face du palais se trouve un monument en bronze de Giuseppe Mazzini, réalisé par le sculpteur Augusto Rivalta en 1888.

## Galerie d'images

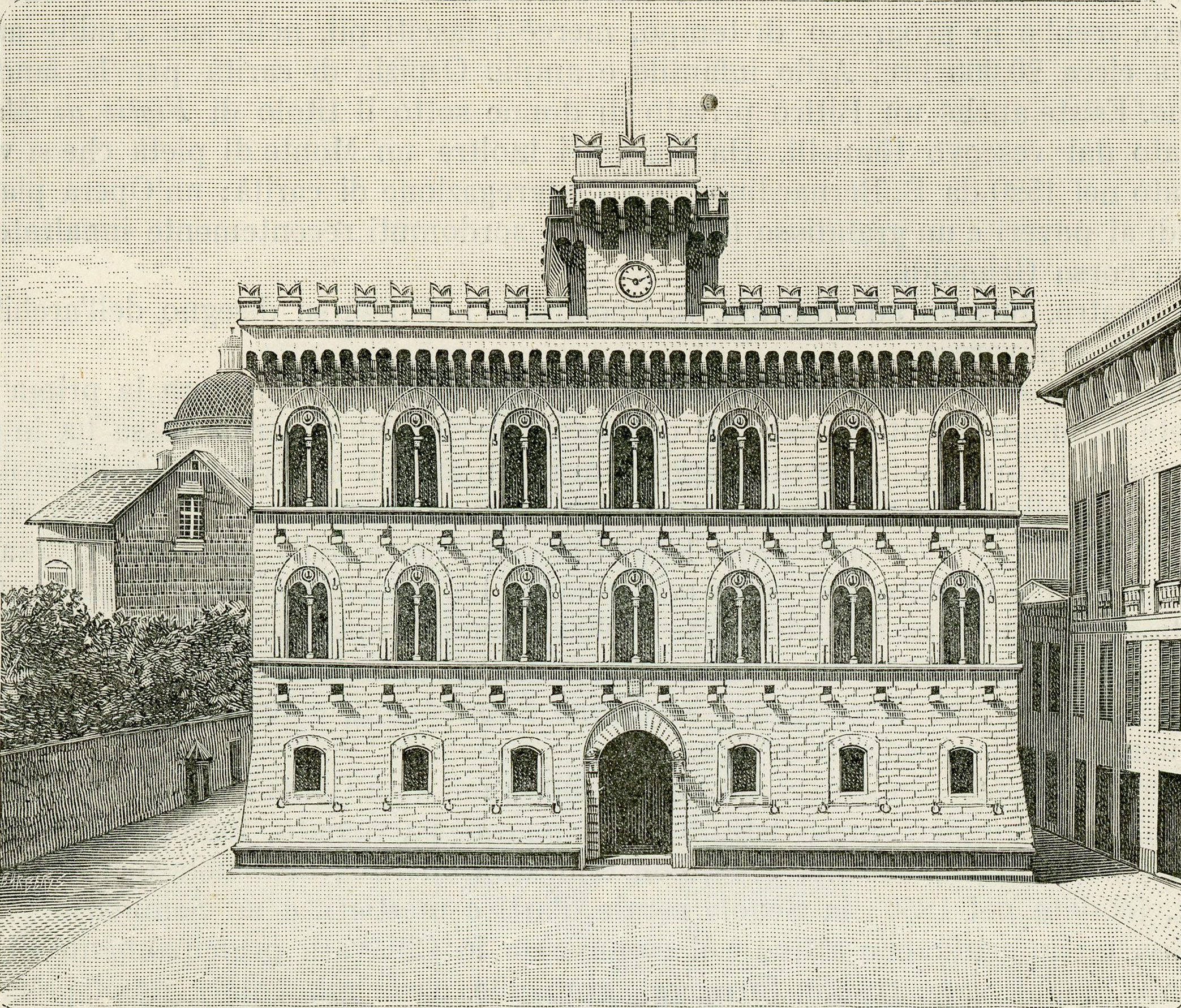
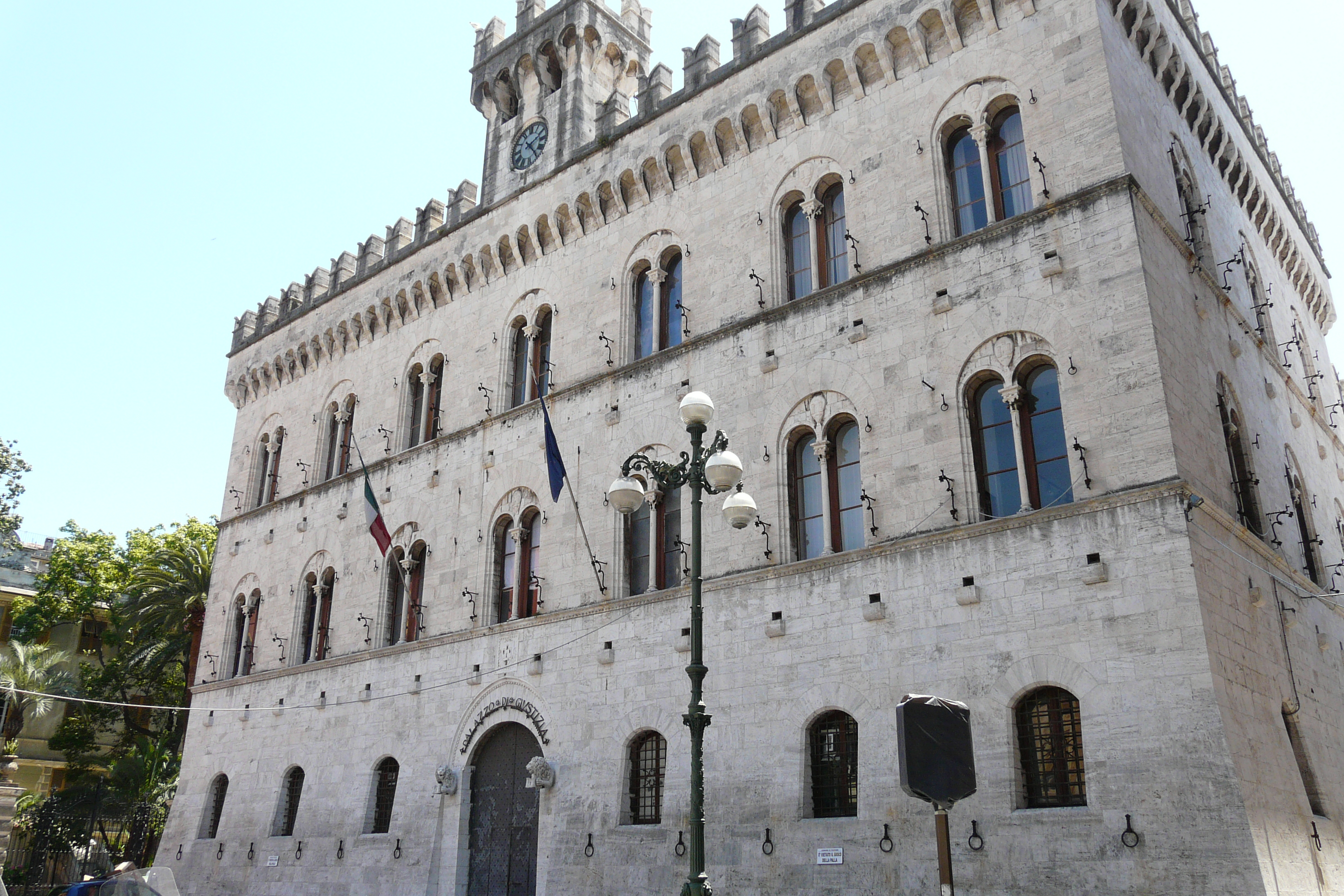
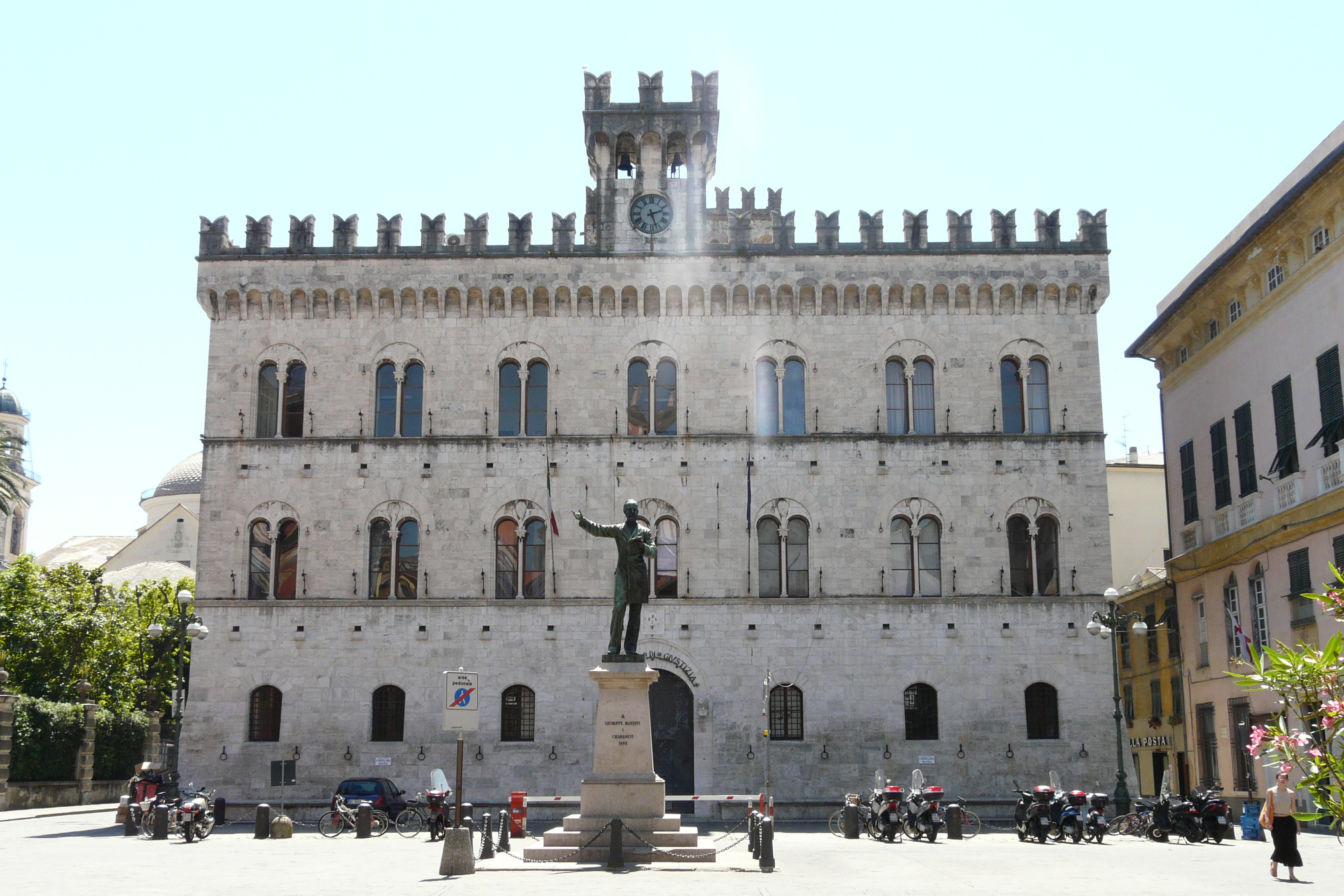